# Новолесной переулок
Новолесно́й переу́лок (в 1925—1938 — Новый Лесной переулок) — переулок в Тверском районе Москвы, проходящий от Приютского переулка до Бутырского Вала и Новолесной улицы. Движение на большей части Новолесного переулка одностороннее. Имеется городская платная парковка.

## Происхождение названия
До 1922 года — Николаевский проезд (происхождение названия не выяснено). В 1922—1925 годах — Кудеяровский (Худеяровский) проезд (в честь тогдашнего домовладельца Тимофея Ивановича Кудеярова, а не в честь литературного героя Некрасова — разбойника Кудеяра, как иногда указывается). 17 декабря 1925 года получил название Новый Лесной переулок по расположению поблизости от Новой Лесной улицы; современная форма названия утверждена в 1938 году.

## Описание
Новолесной переулок начинается от Приютского переулка, проходит от д.5 до д 11/13 параллельно Новолесной улице (на северо-запад), затем, у д.30 (улица Бутырский Вал, двор) поворачивает на север к Новолесной улице и сразу же делает развилку - его левый "рукав" уходит на юго-восток к Бутырскому Валу, а правая часть, продолжая движение на север, идет по дворовой территории д.32 и д.34 (Бутырский Вал) фактически, по пожарныму проезду. Этот участок Новолесного переулка примыкает к Новолесной улице между д.34 (Бутырский Вал, двор) и д.17/21 (Новолесная улица).
В 2022 году Новолесной переулок Законом города Москвы исключен из Перечня земельных участков улично-дорожной сети города Москвы. В настоящее время жителями ведется работа по актуализации сведений в Росеестре.

## Примечательные здания
По нечётной стороне:
- № 5 — Хостел Рус-Белорусская;